# Reprezentacja Alzacji w piłce nożnej mężczyzn
Piłkarska reprezentacja Alzacji w piłce nożnej – zespół, reprezentujący region Alzacji (Francja). Nie należy do FIFA, ani UEFA.

## Mecze międzynarodowe
| Data       | Miejsce spotkania | Gospodarz      | Wynik | Gość                 |
| ---------- | ----------------- | -------------- | ----- | -------------------- |
| 1974       | Martynika         | Martynika      | 2 - 1 | Alzacja              |
| 1974       | Alzacja           | Alzacja        | 4 - 2 | Martynika            |
| 27-05-1970 | Alzacja           | Alzacja        | 2 - 1 | Luksemburg           |
| 13-04-1960 | Luksemburg        | Luksemburg     | 2 - 2 | Alzacja              |
| 17-10-1948 | Luksemburg        | Luksemburg     | 2 - 2 | Alzacja              |
| 09-05-1948 | Luksemburg        | Luksemburg     | 4 - 0 | Alzacja              |
| 19-10-1947 | Alzacja           | Alzacja        | 4 - 2 | Luksemburg           |
| 23-03-1947 | Alzacja           | Alzacja        | 4 - 3 | Luksemburg           |
| 17-03-1947 | Alzacja           | Alzacja        | 1 - 0 | Szwajcaria Niemiecka |
| 17-03-1935 | Szwajcaria        | Szwajcaria 'B' | 1 - 6 | Alzacja              |
| 25-03-1934 | Alzacja           | Alzacja        | 1 - 4 | Szwajcaria 'B'       |
| 22-01-1933 | Szwajcaria        | Szwajcaria 'B' | 0 - 0 | Alzacja              |
| 26-10-1924 | Romandia          | Romandia       | 1 - 0 | Alzacja              |
| 10-06-1923 | Alzacja           | Alzacja        | 3 - 1 | Romandia             |